# Paul Kisch
Paul Kisch, též Pavel Kisch (19. listopadu 1883 Praha – 12. října 1944 koncentrační tábor Auschwitz), byl pražský, německy píšící autor a žurnalista, bratr novináře a spisovatele Egona Erwina Kische a chirurga MUDr. Bedřicha Kische.

## Život

### Mládí a studia

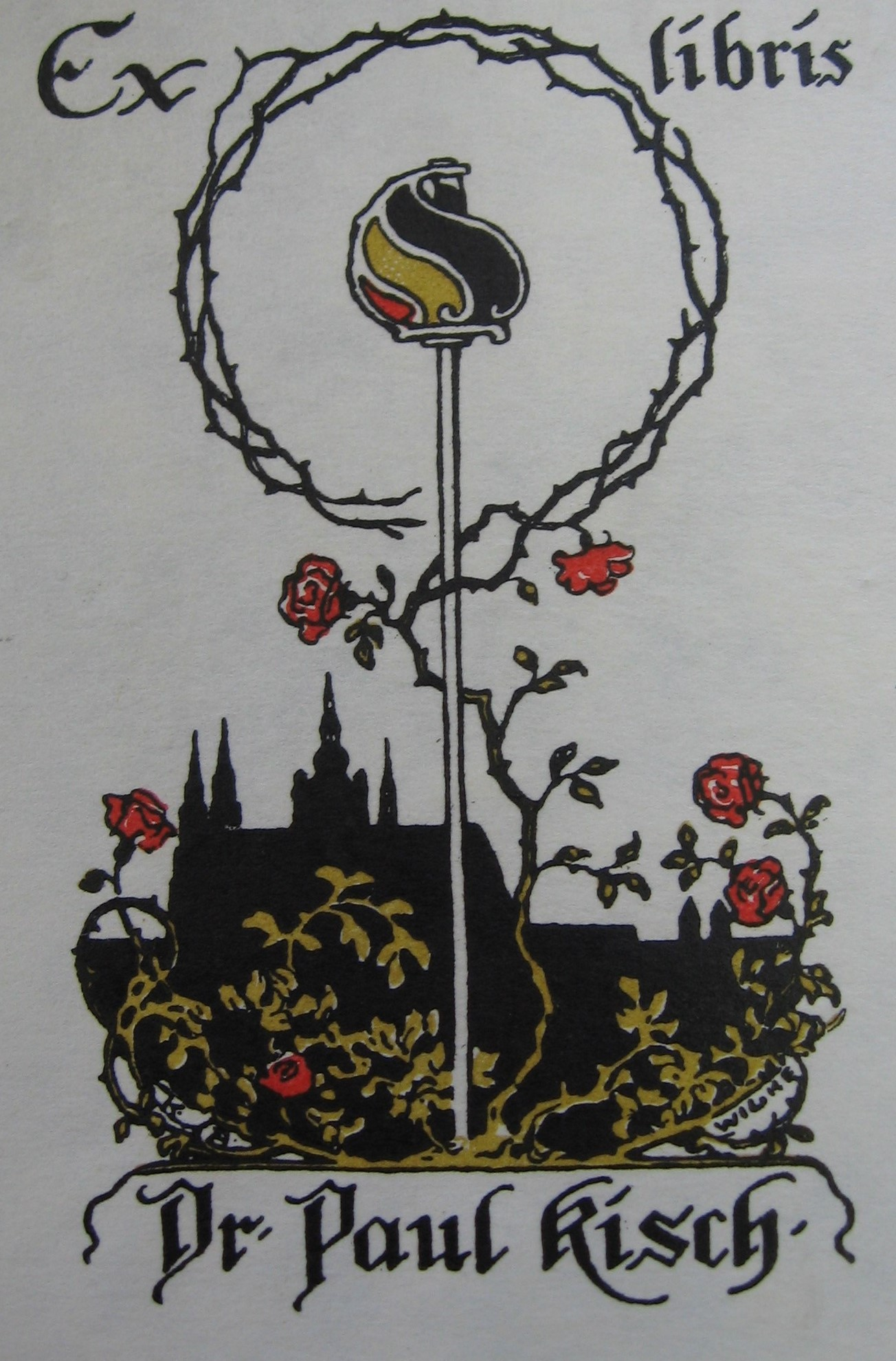
Ex libris Paula Kische (s buršáckou symbolikou)

Narodil se v tradiční židovské rodině, jako nejstarší z pěti synů zámožného obchodníka se suknem Hermanna Kische (1838–1901) a jeho druhé manželky Ernestiny (*1862), rozené Kuhové. Rodina žila v pražském staroměstském domě čp. 475/I U Dvou zlatých medvědů v Melantrichově ulici.
Studoval na německém gymnáziu v paláci Kinských, kde mezi jeho přátele patřil Franz Kafka. Následně studoval germanistiku a filozofii na pražské německé univerzitě, kde byl jeho profesorem germanista August Sauer (1855–1926). Po úspěšné obhajobě dizertační práce Hebbel und die Tschechen... byl 15. července 1912 promován. Jak uvádí Radko Pytlík, byl Paul Kisch v době studií aktivní mezi buršáky. Egon Erwin Kisch popisoval ve své knize Z pražských uliček a nocí, jak bratr Paul používal byt v domě U dvou zlatých medvědů k buršáckým soubojům.

### Redaktor německých listů v Praze a Vídni
V letech 1913–1918 byl redaktorem pražského německého listu Bohemia (od roku 1915 se list nazýval Deutsche Zeitung Bohemia; Egon Erwin byl jeho redaktorem v letech 1906–1913).
Pro protičeské postoje listu Bohemia, pro který pracoval, mu např. nebylo v roce 1908 povoleno zúčastnit se schůze pražských obecních starších.
Již krátce po vzniku Československa, v listopadu 1918, se Paul Kisch přestěhoval do Vídně. Zde byl v letech 1918–1938 redaktorem vídeňského deníku Neue Freie Presse. Po roce 1933 zaujímal ve svých literárních kritikách děl českých autorů smířlivější postoj.

### Německá okupace
Po anšlusu Rakouska nacistickým Německem se Paul Kisch musel vrátit do Prahy, učinil tak 9. června 1938. S ním do Prahy přijela jeho sekretářka a snoubenka Karolína (Caroline) Apfeltalerová (* 1885, katolička), se kterou se v lednu 1939 oženil. Ze vztahu s Edith Langerovou (1903–1944, rozená Jentschová, zahynula v Osvětimi) měl syna Reného Robert Jentsche (1941–1944, zahynul v Osvětimi). Po zavedení pracovní povinnosti pro židovské muže byl Paul Kisch zaměstnán u pražské židovské obce.

### Vyvraždění v Osvětimi
Poté, co se manželka dozvěděla o Kischově druhém vztahu, nechala se rozvést a ponechala bývalého manžela jeho osudu. Dne 13. září 1943 byl Paul Kisch transportován z Prahy do Terezína. Peter Demetz vzpomínal na setkání v předvečer jeho transportu:
| „                              | …uviděl nehybně jako socha sedět na pohovce starého člověka ve stejnokroji německého buršáckého spolku z roku 1910 i s rukavicemi, chocholem a šavlí. Měl jsem pocit, že je to bytost z jiného věku, ne-li dokonce z jiné planety… | “ |
| — Peter Demetz: Praha ohrožená | |   |

Z Terezína byl Paul Kisch 12. října 1944 převezen do Osvětimi, kde byl po příjezdu zavražděn v plynové komoře, stejně jako Editha Langerová. S nimi zahynul i jejich syn René Robert Jentsch (1941–1943, příjmení odpovídá příjmení matky za svobodna).

## Bratři Kischové
Sourozenci Paula Kische byli:
- Egon Erwin Kisch (1885–1948), reportér, nejznámější z bratrů Kischů
- Wolfgang Kisch (1887–1914) byl obchodník, padl v 1. světové válce
- JUDr. Arnold Kisch (1889–1942) byl bankovní právník, zahynul v Łódźi.[16]
- MUDr. Friedrich Kisch (po roce 1945 Bedřich, 1894–1968) byl lékař, chirurg československé interbrigády během občanské války ve Španělsku, za německé okupace v Indii a Číně, nositel poválečného Řádu práce; po invazi vojsk Varšavské smlouvy odešel do Západního Berlína, kde zemřel[13]

## Dílo
V českém prostředí byl Paul Kisch známý především svými názory na česko–německé vztahy. Považoval Němce za skutečné nositele kultury v českých zemích. Češi se podle něj v národním odporu uchylovali k padělání (Rukopis královédvorský a zelenohorský).
Reakce z české strany vyvolal zejména svou publikací Der Kampf um die Königinhofer Handschrift – ein Beitrag zur Jahrhundertfeier (Boj o Rukopis královédvorský – příspěvek k oslavám století, vydanou v roce 1918 ke stému výročí objevení Rukopisu královédvorského. Výsměšným tónem reagoval Arnošt Kraus, Karel Čapek kritizoval autorův názor, že „Slovan má jiný cit pro to, co Němec nazývá pravdou“.

### Knižní vydání
- Hebbel und die Tschechen – das Gedicht "An seine Majestat, König Wilhelm I. von Preussen", seine Entstehung und Gedichte (Praha, Carl Bellmann, 1913)
- Der Kampf um die Königinhofer Handschrift – ein Beitrag zur Jahrhundertfeier (Praha, vlastním nákladem, 1918)
- Der Prager deutsche Student im Gedicht (Praha, Deutschfreiheitliche Akademiker, 1929)